# Ansis Lerhis-Puškaitis
Ansis Lerhis-Puškaitis, né à Talsi le 2 septembre 1859 et mort à Džūkste le 30 mars 1903, est un folkloriste, écrivain et enseignant letton. Dans la littérature lettone, il est considéré comme l'initiateur du conte de fées en Lettonie, ayant écrit deux recueils de contes de fées pour enfants à la fin du XIXe siècle. Son recueil de contes populaires et fables avec les Dainas de Krišjānis Barons, constituent la base de la folkloristique lettone.

## Biographie
Ansis Lerhis naît dans le manoir Cīruļi à Talsi, dans une famille d'agriculteurs. Il étudie à l'école du comté de Tulsi. En 1879, il est diplômé du séminaire des professeurs d'Irlava en tant qu'étudiant externe et travaille comme professeur assistant à Annenieki, puis, à partir du 1883, à l'école paroissiale de Džūkste.
Il collectionne des contes populaires et organise leur collecte dans les environs de Talsi. Lorsque les trois premiers volumes de ses poèmes furent imprimés en 1891, Brīvzemnieks, Bīlenšteins, Jānis Ilsters, la Société lettone de Riga, le Département d'écriture de la Société lettone de Jelgava, et d'autres collectionneurs lui remirent leurs recueils de contes de fées.  
Il a rassemblé plus de 1 900 contes de fées, 2 000 croyances populaires, 3 300 fables et autres textes (au total environ 6 650 sur 4 561 pages) publiés dans la collection Latviešu tautas teikas und pasakas en 7 volumes (1891-1903). Dans les trois premiers volumes (Latviešu tautas pasakas, 1891), seuls 363 textes rassemblés furent publiés. Le quatrième volume (1893) est constitué de variantes de contes précédemment collectés. Le cinquième volume publié avec le soutien financier de Henrijs Visendorfs s'intitule Contes populaires et dictons lettons (1894) et contient principalement le recueil de Brīvzemnieks - contes sur les sorciers, les sorcières et les morts (983 textes). Le sixième volume a été publié en 1896.
Il a également écrit des contes de fées et des histoires originales. Les œuvres les plus connues sont les Contes de fées (parties 1 et 2 parues en 1890-1891) et les contes Kurbads (1891), Ojars (1892), Vodžus (1893).
Peu de temps avant sa mort en 1903 (il mourut de tuberculose à l'âge de 43 ans), la première partie du septième volume de ses œuvres fut publiée. La deuxième partie est restée manuscrite et n'a été publiée qu'en 2001.